# Asociación Internacional Africana
La Asociación Internacional Africana (en su totalidad, Asociación Internacional para la Exploración y Civilización de África Central; en francés: Association Internationale Africaine, y en su totalidad Association Internationale pour l'Exploration et la Civilization de l'Afrique Centrale) fue una organización fachada establecida por los invitados a la Conferencia Geográfica de Bruselas de 1876, un evento organizado por el rey Leopoldo II de Bélgica. La Asociación fue utilizada por Leopoldo II aparentemente para promover sus proyectos supuestamente altruistas y humanitarios en el área de África Central, el área que se convertiría en el Estado Libre del Congo controlado de forma privada por Leopoldo. El rey Leopoldo ofreció un espacio en Bruselas para la sede de la Asociación Africana Internacional, y se establecerían comités nacionales de la asociación en todos los países participantes, así como un comité internacional. Leopold fue elegido por aclamación como el primer presidente del comité internacional, pero dijo que serviría solo por un año para que la presidencia pudiera rotar entre personas de diferentes países.
El nuevo organismo fue bien recibido en toda Europa (las contribuciones fueron enviadas por el Rothschild y el vizconde Ferdinand de Lesseps) y los comités nacionales estarían encabezados por grandes duques, príncipes y otros miembros de la realeza, pero la mayoría de ellos nunca despegaron. El comité internacional se reunió una vez al año siguiente, reeligió a Leopoldo como presidente, a pesar de su compromiso anterior de no volver a servir, y luego se desintegró. Sin embargo, gracias a la Asociación, Leopoldo logró su objetivo de convencer al pueblo belga y a las principales potencias de Europa de que su interés por África era puramente altruista y humanitario. La Asociación fue sucedida por el efímero Comité de Estudios del Alto Congo, y la Asociación Internacional del Congo, que finalmente se disolvió cuando Leopoldo renombró el área como Estado Libre del Congo.

## Historia
La organización se creó en la Conferencia Geográfica de Bruselas de 1876 a la que Leopoldo invitó a casi cuarenta expertos conocidos, que estaban formados principalmente en ciencias geográficas o eran filántropos adinerados. Provenían de varios países europeos. Como resultado, la Asociación se concibió originalmente como una asamblea de varias personas, científica y humanitaria, pero rápidamente quedó dominada por Leopoldo y sus intereses económicos en África. Originalmente, el objetivo declarado del grupo era "descubrir" el Congo en gran parte inexplorado y "civilizar" a sus nativos, de ahí su nombre completo "Asociación Internacional para la Exploración y Civilización de África Central". En su novela El corazón de las tinieblas, el autor Joseph Conrad, se refirió sarcásticamente a la Asociación como "la Sociedad Internacional para la Represión de las Costumbres Salvajes". La Asociación pretendía ser un esfuerzo conjunto de todas las partes europeas presentes en la Conferencia, sin embargo, cada nación formó su propio comité nacional de exploración que, en teoría, compartiría información con toda la Asociación. Por lo tanto, un esfuerzo cooperativo. Sin embargo, los intereses económicos nacionales rápidamente se antepusieron a los supuestos ideales filantrópicos del grupo. Cada uno de estos comités organizó expediciones nacionalizadas al interior de África y hubo muy poco intercambio de información, lo que resultó en que cada nación reclamara ciertas porciones de tierra africana para sí.

### Exploración de la Región
De 1879 a 1884, el famoso explorador Henry Morton Stanley regresó al Congo, esta vez no como reportero, sino como enviado de Leopoldo, y bajo la apariencia del Comité Belga, con la misión secreta de organizar un estado del Congo. Al mismo tiempo, el oficial de la marina francesa Pierre Savorgnan de Brazza viajó a la cuenca occidental del Congo e izó la bandera francesa sobre la recién fundada Brazzaville en 1881. El Reino de Portugal, que también reclamó el área debido a antiguos tratados con el nativo Imperio del Congo, hizo un tratado con Gran Bretaña el 26 de febrero de 1884 para bloquear el acceso de la Sociedad del Congo al Atlántico.
Al mismo tiempo, varios países europeos intentaron hacerse un hueco en África. Francia ocupó el Túnez otomano y colonizó la actual República del Congo en 1881, seguida por la colonia Rivières du Sud en el Golfo de Guinea en 1884. En 1882, Gran Bretaña ocupó el Jedivato de Egipto, un vasallo otomano que gobernaba gran parte del territorio del actual Sudán y partes de Somalia. En 1870 y 1882, el Reino de Italia tomó posesión de las primeras partes de Eritrea, mientras que el Imperio alemán declaró a Togolandia, el Camerún alemán y el África del Suroeste como territorios bajo su protección en 1884.

### Desintegración
La gran cantidad de intereses en competencia hizo que la Asociación se fracturara y desintegrara por los intereses nacionales de cada estado miembro. La ruptura de la Asociación finalmente forzó la Conferencia de Berlín de 1884–1885, poniendo fin de manera efectiva a lo que se conoció como la Lucha por África. A pesar del fracaso del comité inicial, el Comité belga que generó la Asociación continuó patrocinando misiones "humanitarias" en el monte.

### Formación de la Asociación Internacional del Congo
En 1879, también se formó la Asociación Internacional del Congo, con objetivos más económicos, pero todavía estrechamente relacionada con la sociedad anterior. Leopoldo compró en secreto a los inversores extranjeros en la Sociedad del Congo, que se volvió hacia objetivos imperialistas, y la Asociación sirvió principalmente como un frente filantrópico. Por estos medios, Leopoldo transformó la "ideología de la organización de una asociación filantrópica internacional a la de una empresa comercial privada... [y] el cambio de un plan comercial a una realidad política: el Estado Libre del Congo".

## Otras lecturas
- Neal Ascherson: The King Incorporated, Allen & Unwin, 1963. ISBN 1-86207-290-6 (edición Granta de 1999).
- Petringa, Maria: Brazza, Una vida por África , 2006. ISBN 978-1-4259-1198-0
- William Roger Louis y Jean Stengers: E.D. Morel's History of the Congo Reform Movement, Clarendon Press Oxford, 1968.